# Pragma
La palabra griega pragma (πραγμα), pragmata en plural (πραγματα), que significa: 'lo que ha sido hecho', un acto, un hecho, y cuyas connotaciones y los sentidos más ampliados cubren una riqueza de sentidos a este significado, incluso: acción, asunto, negocio, circunstancia, preocupación, conveniencia, innovación, trabajo, necesidad, objeto, objetivo, ocupación, oficina, papel, o trabajo de vida, asuntos privados, cosa, problema.
También el pragma es un tipo de Arquetipos amatorios.
En pocas palabras "Pragma" es lo relativo a un hecho, algo que es real y no se puede cambiar, pero a su vez, puede ser subjetivo, o abstracto, o subversivo, algo que se impregna en la conciencia del que existe, o  la, o lo, o es.
Ejemplo: "No hay vuelta de hoja", "no le busques tres pies al gato", "del dicho al hecho hay mucho trecho", "conócete hombre y conocerás al universo".

## Programación
Los pragmas son oraciones especiales que controlan el comportamiento del compilador, es decir son directivas de compilador. Tienen esta forma estándar:
```
pragma
 
Nombre
 
(
lista_de_argumentos
);

```

La lista_de_argumentos es opcional, no todos los pragmas necesitan argumentos.